# Ovide Decroly
Ovide Decroly (Ronse, 23 de juliol del 1871 - Uccle, 10 de setembre del 1932) va ser un metge i psicopedagog belga, pioner de la pedagogia biològica i psicològica moderna. Els centres d'interès i la globalització corresponen respectivament a aquests camps de la pedagogia.
Decroly va ser un home profundament preocupat pel futur, compromès amb la societat, atent sempre als estudis i aportacions dels seus contemporanis, i disposat a contrastar aquestes dades amb la seva experiència quotidiana propera als infants. Es va apropar a la realitat escolar mitjançant tres enfocaments: va formular uns principis pedagògics sobre l'aprenentatge, va presentar uns processos didàctics i va proposar un programa educatiu alternatiu. La seva dedicació professional i els seus interessos van ser la vida (en el sentit biològic i humà), la humanitat (entesa com el conjunt d'homes en societat) i l'infant (a qui va dedicar tot el seu esforç).
Va néixer en una família de classe burgesa i culta. Orfe de mare, va créixer sota l'autoritat del seu pare, un industrial d'origen francès que es va fer càrrec de la seva educació i el va iniciar des dels seus primers anys de vida en els treballs manuals en un medi obert: un taller de bricolatge familiar que tenien al jardí de casa seva. Les feines manuals i tota la seva formació musical van marcar profundament la personalitat d'aquell nen, que es va convertir en un home culte, inquiet i interessat en la recerca d'allò desconegut.
Estudià medicina a Gant i amplià els seus estudis a Berlín i París. Va començar la seva activitat professional amb nens amb disfuncions mentals i el 1907 inclogué en el seu camp d'acció els infants psíquicament normals a l'École de l'Ermitage.
La seva influència ha estat determinant tant al seu país, com a la resta del món.

## Metodologia

### Principis decrolyans[2]
1. “L'infant viu en un canvi perpetu, les seves possibilitats d'adquisició, d'abstracció i de generalització, d'emotivitat i de sentiment, d'iniciativa i d'energia, de resistència i de força de caràcter, s'obren, es desenvolupen, creixen d'una manera desigual, ondulatòria, no paral·lela, tal com ho fan les seves aptituds físiques, si no més”.
2. “L'escola s'ha d'adaptar a l'infant. La seva primera tasca és observar-lo”.
3. “És absurd de voler preparar a la vida social de demà amb procediments que convenien a la societat d'ahir”.
4. “L'obra de l'educació més que tota altra obra humana ha de ser àgil i capaç d'evolució”.
5. “La tasca de l'escola no és ensenyar a llegir, escriure, calcular, que són coses secundàries, sinó de fer viure l'infant, de fer-lo esdevenir un home”.
6. “Ensenyar a observar amb precisió els fets naturals més importants, ensenyar a treure de l'observació conceptes generals, afavorir l'exteriorització d'allò que els conceptes determinen, tals són les finalitats de l'escola”.
7. “Per a realitzar el seu comès l'escola ha d'ésser un mitjà on l'infant s'iniciï, a poc a poc, en les activitats i responsabilitats materials i socials de la vida real”.
8. “L'infant, en lloc de rebre passivament una successió de nocions previstes, ha de participar directament i activament en l'elaboració d'aquestes nocions. Contribuir a la recerca de documents, a la confecció del material, a l'experimentació, a la descoberta. Res del mestre que parla, mentre els infants escolten, sinó col·laboració estreta, durant el curs de la qual l'infant aprèn a actuar”.
9. “Per a cultivar l'activitat cal afavorir al màxim la intervenció d'aptituds motrius proporcionant els diversos utillatges, apropiats a l'edat, el sexe i als interessos i recursos locals, organitzant tot un ambient per a facilitar el maneig dels diversos materials i afavorir els assaigs”.
10. “Aquests principis impliquen d'una part l'estudi de l'infant en ell mateix, i, de l'altre, les necessitats de la societat”.
11. ”L'infant és un ésser social, l'escola ha d'ésser concebuda de tal manera que afavoreixi l'eclosió i el desenvolupament de les tendències socials de l'individu”.

### Concepte d'infant o d'infància

#### Concepte d'alumne segons l'autor
Segons Decroly:
- És un ésser biològic que s'adapta evolutivament als canvis del seu entorn.
- Adverteix que es respecti la seva originalitat juntament amb el seu organisme.
- S'ha de respectar l'originalitat de l'infant per a poder aconseguir una millora en la seva integració de les generacions joves amb el medi social.

### Paper de l'escola
L'escola tindrà un protagonisme molt important en el mètode, on tindrà els punts següents:
- Haurà de ser creada com un recinte aïllat del seu medi social, ja que és considerat com alguna cosa negativa i aportarà conseqüències horribles per a l'infant.
- L'escola és considerada com la institució humana més important.

Un dels trets més importants que va dir Declory va ser que l'escola hauria de modificar-se d'una manera més detallada, ja que considerava que aquest no complia els seus propòsits.

### Centres d'interès
S'organitzen a partir de les següents fases:
- L'observació: les activitats intel·lectuals han de ser continues i en el medi natural.
- L'associació: l'infant afegeix les seves experiències personals amb les representacions d'altres. Desenvolupant-se en: dimensió espacial, temporals, associacions tecnològiques, relacions de causa i efecte.
- Expressió: inclou tot allò que permet la manifestació del pensament d'una forma accessible.

Respecte al coneixement del medi natural i humà, Decroly diferència quatre necessitats bàsiques:
1. Alimentació
2. Protecció
3. Defensa; contra els perills i els accidents que puguin sorgir
4. Producció; actuar i treballar solidàriament, de la renovació constant, d'associació i d'ajuda mútua.

## Obres
- Les mesures de la intel·ligència del nen.
- Fets de psicologia individual i la psicologia experimental. 1908
- El tractament i educació dels nens deficients. 1915
- Cap a l'escola renovada, una primera etapa amb observacions aplicables al Perú: classificació dels escolars, programa de les idees associades, mètode dels centres d'interès. 1921
- Funció de globalització. 1923
- La llibertat de l'educació. 1925
- L'evolució de l'efectivitat. 1927
- La pràctica dels tests d'intel·ligència. 1928
- Problemes de la psicologia i la pedagogia (Actualitats pedagògiques). 1929
- La funció de la globalització i altres escrits. 1929
- La pràctica dels tests mentals: De O.Decroly i R.Buyse. Volum 7, Núm. 1 d'Enciclopèdia d'educació. 1930
- El desenvolupament del llenguatge parlat en el nen. 1930
- El joc educatiu: iniciació a l'activitat intel·lectual i motriu. 1930
- El Doctor Decroly a Colòmbia. 1932
- Études de psychogenèse 1932
- La iniciació a l'activitat intel·lectual i motriu pels jocs educatius: contribució a la pedagogia dels nens i dels irregulars. 1930
- Les aplicacions americanes de la psicologia a l'organització humana i a l'educació. 1937